# Diecezja Sakania-Kipushi
Diecezja Sakania-Kipushi – diecezja rzymskokatolicka  w Demokratycznej Republice Konga. Powstała w 1925  jako prefektura apostolska Górnej Luapali. Podniesiona do rangi wikariatu apostolskiego Sakania w 1939 a diecezji w 1959. Pod obecną nazwą od 1977.

## Biskupi diecezjalni
- Biskupi  Sakania–Kipushi
  - Bp Gaston  Ruwezi, S.D.B. (od 2004)
  - Bp Elie Amsini Kiswaya (1977 – 2001)
- Biskupi Sakania
  - Bp Elie Amsini Kiswaya (1975 – 1977)
  - Bp Petrus Frans Lehaen, S.D.B. (1959 – 1973)
- Wikariusze apostolscy Sakania
  - Bp Petrus Frans Lehaen, S.D.B. (1959 – 1959)
  - Bp René van Heusden, S.D.B. (1947 – 1958)
  - Bp Jose Sak, S.D.B. (1939 – 1946)
- Prefekci apostolscy Luapula
  - Bp Jose Sak, S.D.B. (1925– 1939)